# The West Side Kid
Pour plus de détails, voir Fiche technique et Distribution.
The West Side Kid est un film américain réalisé par George Sherman, sorti en 1943.

## Fiche technique
- Titre : The West Side Kid
- Réalisation : George Sherman
- Scénario : Albert Beich et Anthony Coldeway
- Décors : Otto Siegel
- Photographie : Jack A. Marta
- Pays d'origine : États-Unis
- Format : Noir et blanc - 1,37:1
- Genre : drame
- Durée : 58 minutes
- Date de sortie : 1943

## Distribution
- Donald Barry : Johnny April
- Henry Hull : Sam Winston
- Dale Evans : Gloria Winston
- Chick Chandler : Shoelace
- Matt McHugh (en) : The Worrier
- Nana Bryant : Mme Winston
- Walter Catlett : Ramsey Fensel
- Edward Gargan : Donovan
- Chester Clute (en) : Gwylim
- Peter Lawford : Jerry Winston
- Georges Metaxa (en) : Dr Kenton
- Dorothy Burgess : Toodles